# Saddleback Church
Saddleback Church – megakościół ewangelikalny znajdujący się w Lake Forest (Kalifornia), położony w południowej części Hrabstwa Orange, związany z Południowa Konwencją Baptystyczną. Kościół został założony w 1980 roku przez pastora Ricka Warrena. Frekwencja w tygodniu wynosi 22.000 uczestników, co czyni go czwartym co do wielkości zgromadzeniem w USA, po Lakewood Church, Willow Creek Community Church i Second Baptist Church Houston.